# Mateship

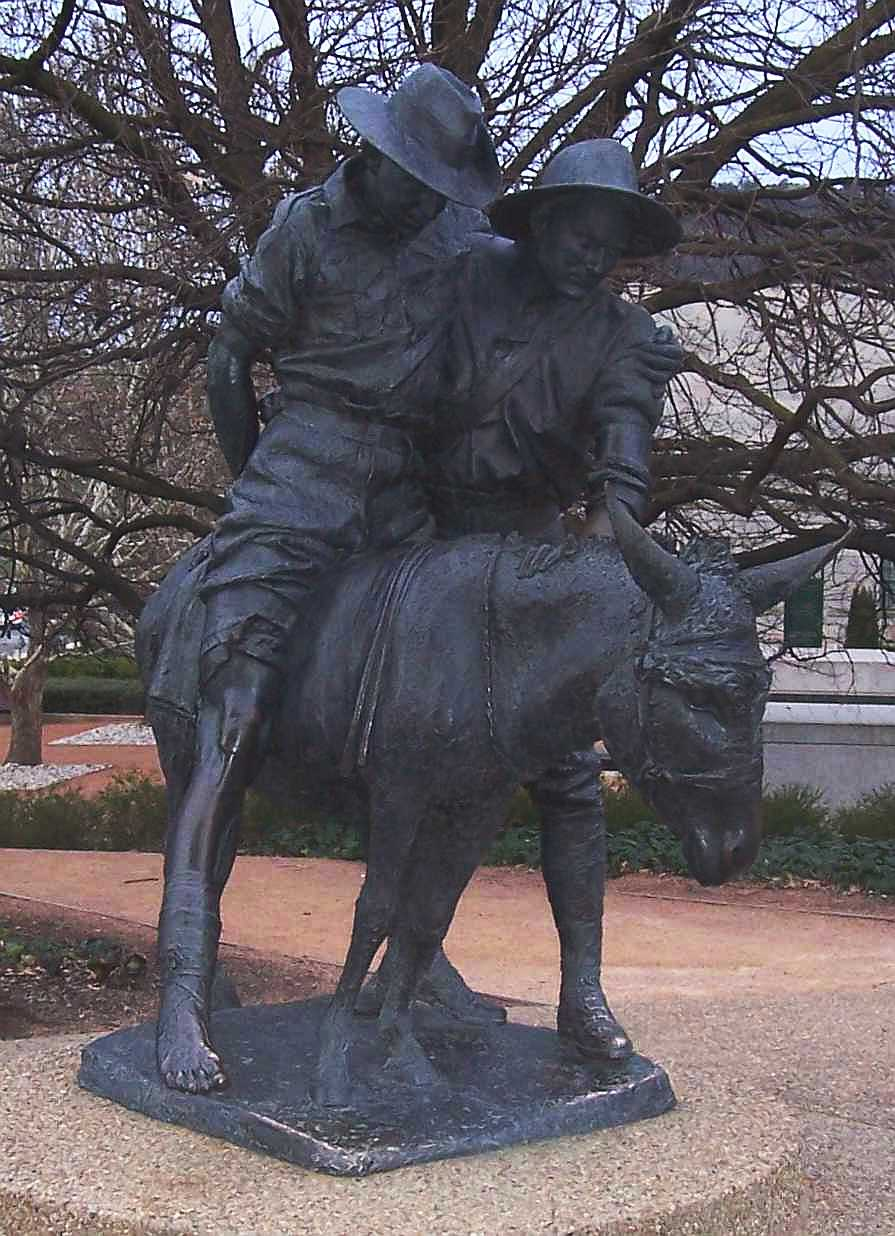
Simpson y su burro ejemplo del espíritu de mateship

Mateship es un término en el idioma cultural de los australianos cuyo concepto encarna la Igualdad, la fidelidad y la amistad Aunque el término se traduce como (compañerismo) el alcance, para los australianos, es mucho más profundo, algo que va más allá de la simple amistad, como son el respeto mutuo y la ayuda desinteresada forjadas en experiencias compartidas. Encarna la igualdad social, no ya dentro de un grupo o de una organización, sino de toda la sociedad australiana. Existen dos tipos de mateship, la inclusiva y  exclusiva; la integradora está en relación con una situación compartida, por ejemplo, el empleo, el deporte, o en el infortunio), mientras que el tipo exclusivo es hacia un tercero (por ejemplo, una persona que se acaba de conocer). Russel Ward, en The Australian Legend (La leyenda de Australia) (1958) vio el concepto fundamental para el pueblo australiano. Mateship deriva del término coloquial, usado también en el idioma inglés del Reino Unido, mate, que significa amigo, comúnmente utilizado en Australia para saludarse de una forma amistosa. Mateship, por lo tanto, puede expresar cualidades semejantes, como la lealtad hacia los compañeros en preferencia a la ley.

## Orígenes
La genealogía de mateship ha sido erróneamente remontada por los literatos australianos a los primeros presos. Mateship fue establecida, probablemente, dentro del igualitarismo presente de la clase obrera en la sociedad británica; simplemente su existencia se vio reforzada por la experiencia de la subordinación económica típica del siglo XIX en Australia.

## Contexto militar
El Mateship está considerado como una virtud del militar australiano. Por ejemplo, el Australian Army Recruit Training Centre (Centro de Formación de Reclutas del Ejército Australiano), enumera las "cualidades militares" que se pretenden inculcar que incluyen "una voluntad de victoria, la dedicación al deber, el honor, la compasión y la honestidad, el mateship y el trabajo en equipo, la lealtad y la integridad física y el coraje moral."

## Preámbulo en la Constitución de Australia
Durante el referéndum constitucional de Australia, 1999 hubo alguna consideración respecto a la inclusión del término "mateship" en el preámbulo de la Constitución de Australia. Este cambio propuesto fue elaborado por el poeta australiano Les Murray, en consulta con el primer ministro de la época, John Howard:
Los australianos son libres de estar orgullosos de su país y su patrimonio, de la libertad de realizarse como personas y libres para perseguir sus esperanzas e ideales. Valoramos la excelencia, así como la imparcialidad, la independencia tan cariñosamente como el mateship.
Por otra parte el poeta australiano Les Murray no estaba a favor de la inclusión de "mateship" en el preámbulo, afirmando que era de uso "blokeish" (informal) y  no "una palabra real", sin embargo, como el primer ministro insistió en que se incluyera el término, comentó que "mateship" tenía "un lugar sagrado en el léxico de Australia." A regañadientes Howard lo excluyó de los términos del preámbulo, después de que el partido Demócratas de Australia se negase a permitir que fuera aprobada por el Senado donde tiene lugar el equilibrio del poder.
Desde el referéndum el gobierno australiano ha introducido el concepto de compañerismo como parte de una posible prueba de la nacionalidad australiana, aunque no estaba claro cómo la aprobación de los valores del mateship se pondrán a prueba.